# Kraniomandibuläre Dysfunktion
Kraniomandibuläre Dysfunktion oder Craniomandibuläre Dysfunktion (CMD) ist ein Überbegriff für strukturelle, funktionelle, biochemische und psychische Fehlregulationen der Muskel- oder Gelenkfunktion der Kiefergelenke. Diese Fehlregulationen können schmerzhaft sein oder Ursache für Schwindelgefühle, Kopfschmerzen, Lichtempfindlichkeit, Panikattacken (Herzrasen) und Stress im Alltag. Die kraniomandibuläre Dysfunktion kann sowohl Ursache als auch Folge von Stress sein. Die Deutsche Gesellschaft für Funktionsdiagnostik und Therapie definiert CMD als Sammelbegriff für eine Reihe klinischer Symptome der Kaumuskulatur und/oder des Kiefergelenks sowie der dazugehörenden Strukturen im Mund- und Kopfbereich. Die genaue Diagnose unterscheidet: Störung der Kauflächen (Okklusopathie), Störung der Kaumuskulatur (Myopathie) und Störung des Kiefergelenkes (Arthropathie).
Im engeren Sinne handelt es sich dabei um Schmerzen der Kaumuskulatur („myofaszialer Schmerz“), Verlagerungen der Knorpelscheibe im Kiefergelenk („Diskusverlagerung“) und entzündliche oder degenerative Veränderungen des Kiefergelenks („Arthralgie, Arthritis und Arthrose“).

## Terminologie
In Deutschland hat sich der Begriff Kraniomandibuläre Dysfunktion eingebürgert, ein Sammelname für diverse muskuloskelettale Beschwerden im Craniomandibulärsystem (Kausystem), daneben auch Cranio-Vertebrale Dysfunktion (CVD). In der Schweiz wird der Begriff Myoarthropathie bevorzugt, im englischen Sprachraum Temporomandibular Disorders oder temporo-mandibular-Joint-Disease (TMDs, TMJ). Die alte Bezeichnung Costen-Syndrom ist überholt. Hauptansprechpartner bei diesem Beschwerdebild ist der Zahnarzt beziehungsweise der Kieferorthopäde, betroffen sind aber viele medizinische Fachrichtungen.

## Klassifikationssysteme
Es gibt verschiedene Klassifikationssysteme, wobei international die Research Diagnostic Criteria for Temporomandibular Disorders (RDC/TMD) aus dem Jahre 1992 die größte internationale Verbreitung gefunden haben. Demnach unterscheidet man folgende zwei Bereiche („Achsen“):
ACHSE I (körperliche Diagnosen)

Achse I und Achse II; Patient A: starke somatische Beschwerden; Patient B: starke psychische Beschwerden bei geringen somatischen Beschwerden

Bereich I: Schmerzhafte Beschwerden im Bereich der Kaumuskulatur (vor allem Mundöffner- und Mundschließermuskeln)
- Ia: Myofaszialer Schmerz
- Ib: Myofaszialer Schmerz mit eingeschränkter Kieferöffnung

Bereich II: Anteriore Verlagerung des Discus articularis
- IIa: Anteriore Diskusverlagerung mit Reposition bei Kieferöffnung
- IIb: Anteriore Diskusverlagerung ohne Reposition bei Kieferöffnung, mit eingeschränkter Kieferöffnung.
- IIc: Anteriore Diskusverlagerung ohne Reposition bei Kieferöffnung, ohne eingeschränkte Kieferöffnung.

Bereich III: Arthralgie, aktivierte Arthrose, Arthrose
- IIIa: Arthralgie
- IIIb: aktivierte Arthrose des Kiefergelenks
- IIIc: Arthrose des Kiefergelenks

ACHSE II (psychosoziale Diagnosen)
- Schmerzbezogene Beeinträchtigungen täglicher Aktivitäten
- Depressive Verstimmung
- Unspezifische somatische Symptome

Im Januar 2014 veröffentlichte eine internationale Expertengruppe eine erweiterte Klassifikation der kraniomandibulären Dysfunktionen. Diese schließt die 12 Diagnosen der Diagnostischen Kriterien für Craniomandibuläre Dysfunktion ein und umfasst darüber hinaus 25 seltenere Diagnosen.

## Epidemiologie
Die Häufigkeit der CMD liegt bei etwa 34 % der gesamten Bevölkerung, wobei nur rund 3 % wegen dieser Beschwerden behandlungsbedürftig sind. Im Kleinkindalter sind CMD-Symptome selten anzutreffen, die Häufigkeit steigt aber bis zur Pubertät an. Frauen im gebärfähigen Alter sind wie bei anderen Schmerzerkrankungen deutlich häufiger betroffen als Männer. Nach den Wechseljahren lassen die Beschwerden häufig nach und im Alter ist die CMD relativ selten. Laut den im Jahr 2025 veröffentlichten Prognosen könnte CMD im Jahr 2050 44 % der Weltbevölkerung betreffen.

## Symptomatik
Eine Vielzahl von Symptomen kann die Diagnose schwierig machen. Häufig schmerzen die Kiefermuskulatur oder die Kiefergelenke beim Kauen. Andere Symptome können sein:
- Eingeschränkte Kieferöffnung
- Knacken oder Reiben der Kiefergelenke beim Öffnen oder Schließen der Kiefer
- Ausstrahlende Schmerzen in Zähnen,[7] Mund, Gesicht, Kopf-, Nacken, Schulter oder Rücken, Hals-Wirbelsäulen-Schulter-Probleme, eingeschränkte Kopfdrehung, Kopfschmerzen
- Plötzlich auftretende Probleme mit der Passung der Zähne aufeinander.
- unangenehme Ohrenschmerzen
- Tinnitus
- Schwindel
- Herzrhythmusstörungen
- Brustschmerzen (Stechen in der Brust, verursacht durch die Verspannung im Rücken)
- Schluckbeschwerden
- Augen/Seheinschränkung
- Migräne

## Pathogenese
Man geht bei der Pathogenese der kraniomandibulären Dysfunktion von einer aufsteigenden und absteigenden Symptomatik aus. Bei der aufsteigenden Kette werden z. B. Seitabweichungen der Wirbelsäule auf die Halswirbelsäule und dann auf das Kiefergelenk übertragen. Bei der absteigenden Symptomatik werden Zahnprobleme, wie z. B. eine zu hohe Krone, ein falscher Biss oder eine Zahnfehlstellung auf das Kiefergelenk, von dort dann auf den Nacken, die Schulter und die Wirbelsäule übertragen.
Da in den meisten Fällen die Ursachen unklar sind, wird eine multifaktorielle Genese vermutet. Prädisponierende, auslösende und unterhaltende Faktoren umfassen biologische, psychische und soziale Elemente. Anbei sind einige davon aufgelistet, wobei sich immer neue Aspekte in Klinik und Forschung ergeben werden:
- Gene
- Hormone
- Entwicklungsstörungen der Kiefer
- Haltungsstörungen
- Verlust der Vertikalen Kieferrelation
- Emotionaler Stress
- Frühere Schmerzerfahrungen
- Hypervigilanz durch Sympathikusaktivierung
- Makrotrauma durch Unfälle
- Mikrotrauma durch Störungen der Bisslage
- Zähneknirschen[9]
- Exzessiver Kaugummikonsum[10]
- Schlafstörungen, z. B. beim Obstruktiven Schlafapnoe-Syndrom
- Reduzierung der Aktivität des Deszendierenden Inhibitorischen Nozizeptiven Systems
- Depression
- Posttraumatische Belastungsstörung
- Zahnfehlstellung
- Zahnextraktion[11]
- Okklusionsstörungen durch prothetische Versorgung (z. B. zu hohe Kronen o. Ä.)
- Kieferorthopädische Behandlungen

## Diagnose
Zur Diagnose der CMD wird aktuell folgende Vorgehensweise empfohlen:
1. Ein ausführliches Arztgespräch mit Einsatz standardisierter Fragebögen.
2. Eine somatische Untersuchung von Kieferöffnung, Kaumuskulatur und Kiefergelenken (Funktionsstatus).
3. Eine instrumentelle Funktionsanalyse (axis position indicator API / condylar position indicator CPI)
4. Eine Röntgenaufnahme des gesamten Kiefers (Panoramaschichtaufnahme) zum Ausschluss zahnärztlicher und kieferchirurgischer Krankheitsursachen.
5. Fragebögen zur Erkennung von psychosozialen Beeinträchtigungen.

Bei komplexen Krankheitsbildern können aufwändige apparative, radiologische oder psychologische Verfahren in Diagnostik und Therapie Anwendung finden sowie andere Fachrichtungen hinzugezogen werden.

## Differentialdiagnostik
Aufgrund einer Vielzahl von Schmerzursachen im Kopfbereich ist bei unklarer Diagnose eine fachübergreifende Diagnostik sinnvoll. Auszuschließen sind Erkrankungen aus den verschiedensten medizinischen Fachgebieten, und eine intensive konsiliarische Beurteilung ist dann unerlässlich.

## Therapie

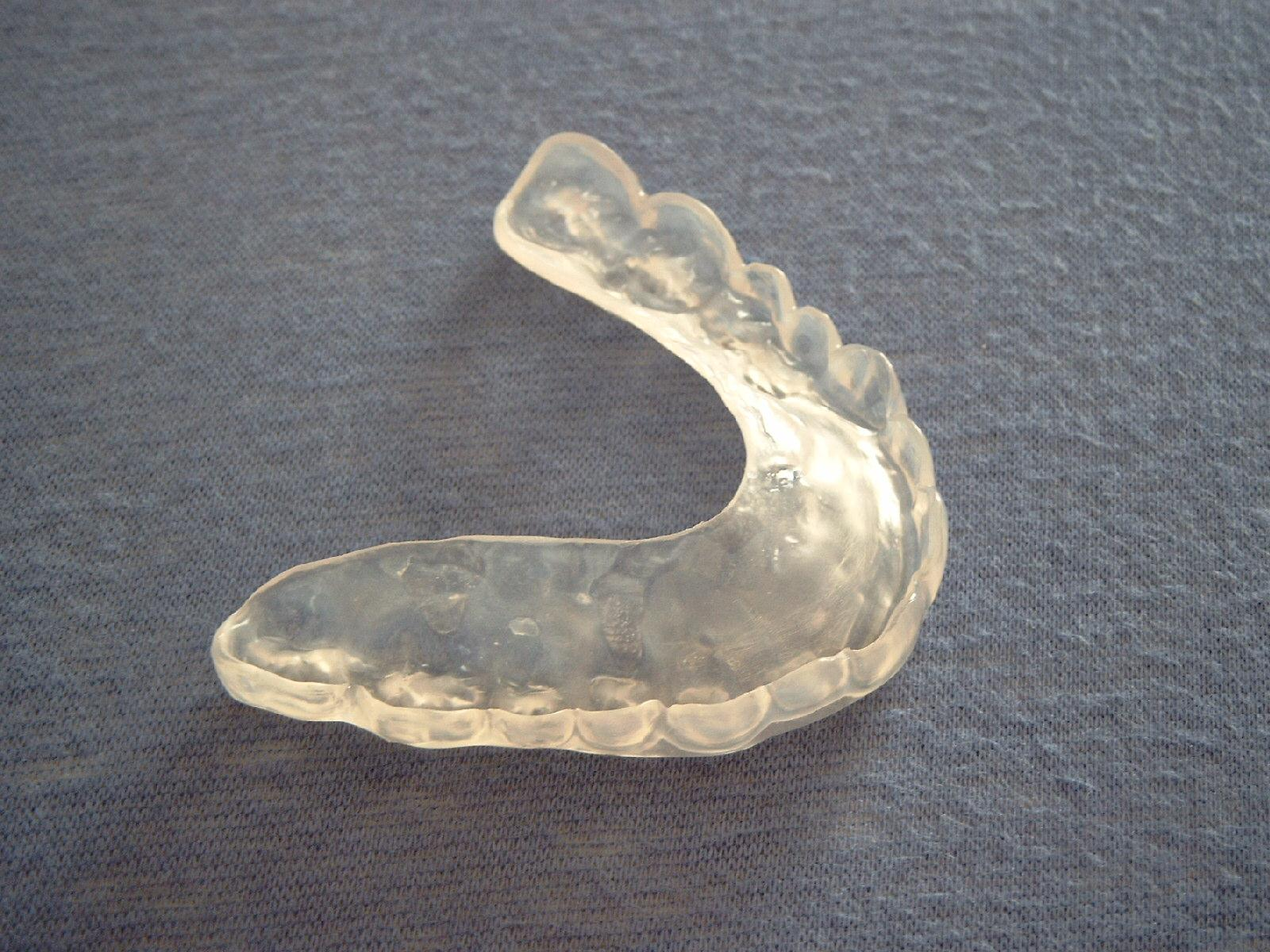
Aufbissschiene für den Oberkiefer zur Behandlung der CMD (Craniomandibulären Dysfunktion)

Grundgedanke bei der Behandlung von CMD ist eine schonende und reversible Vorgehensweise. Dabei werden wissenschaftlich anerkannte Therapiekonzepte je nach Schweregrad eingesetzt und individuell auf den Patienten abgestimmt.
1. Eine Aufklärung des Patienten über die Krankheitszusammenhänge und eine korrekte Diagnosestellung ist der erste und wichtigste Schritt für eine positive Beeinflussung des Krankheitsgeschehens. Kiefergelenkknacken führte im Untersuchungszeitraum nach einer Studie mit 454 Patienten nicht zu Schmerzen im Kiefergelenk.[13]
2. Hinweise zur Selbstbehandlung, wie weiche Nahrung, Dehnübungen, Wärme- oder Kälteanwendungen, Entspannungsübungen oder Stressmanagement, können helfen.
3. Eine Okklusionsschiene (Aufbissbehelf) wird vom Zahnarzt häufig eingesetzt und kann zu einer Entspannung der Kau- und Kopfmuskulatur sowie zu einer Entlastung der Kiefergelenke führen. Allerdings ist der Nutzen der Okklusionsschiene bei einer CMD-Behandlung wissenschaftlich nicht belegt. Je nach Studie wird die Wirksamkeit belegt oder widerlegt.[14]
4. Manchmal sind schmerzlindernde, entzündungshemmende, muskelrelaxierende oder schlaffördernde Medikamente notwendig, um einer Chronifizierung des Schmerzgeschehens Einhalt zu gebieten und die Lebensqualität zu verbessern.
5. Transkutane elektrische Nervenstimulation (TENS) kann durch eine Entspannung der Muskulatur und eine Reduktion der Schmerzen helfen.
6. Es wird diskutiert, ob Triggerpunkt-Infiltrationen der Muskulatur mit verschiedenen Substanzen sinnvoll sind und dauerhaft Linderung bringen können.
7. Umfangreiche Zahnsanierungen, kieferorthopädische oder chirurgische Maßnahmen sollten nur unter strengster Indikationsstellung Anwendung finden.
8. Gezielte Physiotherapie dient zur Regulation des Muskeltonus in der Kiefer- sowie der Schulter-/Nackenmuskulatur. Auswirkung von Haltungsdefiziten auf das Kiefergelenk werden korrigiert. Der Patient erlernt Eigenübungen zur Entspannung und Vorbeugung des erhöhten Muskeltonus.